# Augustus Leopold Kuper
Pour les articles homonymes, voir Kuper.

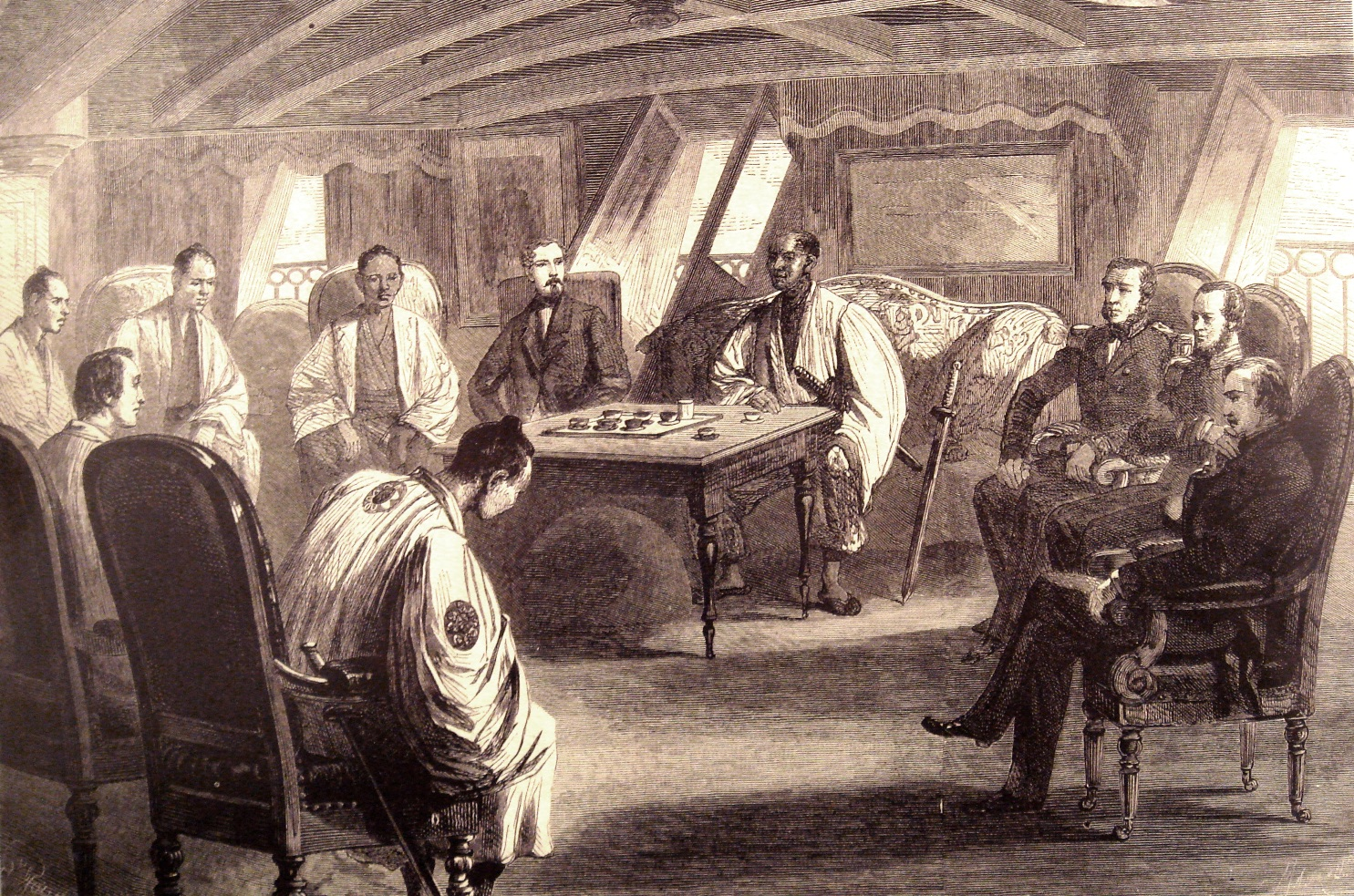
La conférence franco-anglo-japonaise sur le Semiramis, le 2 juillet 1863. Premier plan: l'interpretre français Blekman, l'interprete japonais. Arrière plan (de gauche à froite): Les trois gouverneur japonais de Yokohama, Duchesne de Bellecourt, Daimyo Sakai-Hida-no-Kami, le colonel Neale (représentant britannique au Japon), l'admiral Jaurès, l'amiral Kuper.

Augustus Leopold Kuper (1809-1885) était un militaire britannique ayant combattu dans la première guerre de l'opium.

## Honneurs
L'île de Kuper, en Colombie-Britannique est nommée en l'honneur de Kuper.

## Sources
- 'The British Bombardment of Kagoshima, 1863: Admiral Sir L. Kuper and Lt. Colonel Neale', Appendix One, British Envoys in Japan 1859-1972, (en) Hugh Cortazzi, British envoys in Japan, 1859-1972, Folkestone, Kent, Global Oriental, 2004 (ISBN 978-1-901-90351-5)
- (en) John Denney, Respect and consideration : Britain in Japan 1853-1868 and beyond : how Queen Victoria's Royal Navy helped transform Japan from a fuedal state to a benevolent imperial republic, Leicester, Radiance Press, 2011, 528 p. (ISBN 978-0-956-87980-6, lire en ligne)
- Voir l'entrée de J.K.L. (John Knox Laughton) dans le Dictionary of National Biography